# Les Monts du Luberon-Trophée Luc Leblanc 2006
Les Monts du Luberon-Trophée Luc Leblanc 2006, nona edizione della corsa e valida come evento dell'UCI Europe Tour 2006 categoria 1.2, si svolse il 5 marzo 2006 su un percorso di 160 km. Fu vinta dall'estone René Mandri, al traguardo con il tempo di 3h50'10" alla media di 41,7 km/h.
Al traguardo 59 ciclisti portarono a termine la gara.

## Ordine d'arrivo (Top 10)
| Pos. | Corridore        | Squadra        | Tempo    |
| ---- | ---------------- | -------------- | -------- |
| 1    | René Mandri      | Auber 93       | 3h40'05" |
| 2    | Ivan Seledkov    | Dynamo Mosca   | s.t.     |
| 3    | Cédric Coutouly  | Agritubel      | s.t.     |
| 4    | Olivier Martinez | AVC Aix Haribo | s.t.     |
| 5    | Ėduard Vorganov  | Dynamo Mosca   | a 25"    |
| 6    | Ruslan Sambris   | La Pomme Mar.  | s.t.     |
| 7    | Valerij Valynin  | Dynamo Mosca   | a 43"    |
| 8    | Ivan Terenine    | Dynamo Mosca   | s.t.     |
| 9    | Jurij Trofimov   | Dynamo Mosca   | s.t.     |
| 10   | Evgenij Sokolov  | La Pomme Mar.  | s.t.     |